# Leo Carlsson
Leo Carlsson (* 26. prosince 2004, Karlstad) je švédský hokejový útočník hrající za tým Örebro HK v SHL. Ve vstupním draftu 2023 NHL ho jako druhého v celkovém pořadí draftoval tým Anaheim Ducks.

## Hráčská kariéra
Carlsson původně působil v mládežnických kategoriích v mateřském týmu Färjestad BK. V sezóně 2020/21 se přesunul do týmu Örebro HK. V sezóně 2021/22 Carlsson jako sedmnáctiletý debutoval v SHL a v 35 zápasech základní části si připsal 3 góly a 9 bodů.
V roce draftu NHL, Carlsson zvýšil své akcie, když hrál výhradně se seniorským týmem v SHL a prokázal ofenzivní talent, čímž si zajistil místo v sestavě Örebro HK pro sezónu 2022/23.
28. června 2023 byl Carlsson draftován Anaheimem Ducks v draftu NHL 2023 jako druhý v celkovém pořadí. Dne 12. července 2023 podepsal s Ducks tříletou nováčkovskou smlouvu.

## Reprezentace
Carlsson reprezentoval Švédsko na Mistrovství světa juniorů 2022. V květnu 2023 bylo oznámeno, že Carlsson bude hrát za švédskou hokejovou reprezentaci na mistrovství světa 2023.

## Statistiky

### Klubové statistiky
| Sezóna      | Klub          | Soutěž      |    | Základní část | Základní část | Základní část | Základní část | Základní část |   | Play off | Play off | Play off | Play off | Play off |
| Sezóna      | Klub          | Soutěž      | Z  | G             | A             | B             | TM            | Z             | G | A        | B        | TM       |          |          |
| 2021/22     | Örebro HK     | J20         | 14 | 10            | 17            | 27            | 2             | 4             | 1 | 7        | 8        | 2        |          |          |
| 2021/22     | Örebro HK     | SHL         | 35 | 3             | 6             | 9             | 4             | —             | — | —        | —        | —        |          |          |
| 2022/23     | Örebro HK     | SHL         | 44 | 10            | 15            | 25            | 6             | 13            | 1 | 8        | 9        | 4        |          |          |
| 2023/24     | Anaheim Ducks | NHL         | 55 | 12            | 17            | 29            | 16            | —             | — | —        | —        | —        |          |          |
| NHL celkově | NHL celkově   | NHL celkově | 55 | 12            | 17            | 29            | 16            | 0             | 0 | 0        | 0        | 0        |          |          |

### Reprezentace
| Rok                       | Tým                       | Soutěž                    | Z  | G | A | B  | TM |
| ------------------------- | ------------------------- | ------------------------- | -- | - | - | -- | -- |
| 2021                      | Švédsko                   | HG-18                     | 5  | 1 | 2 | 3  | 0  |
| 2022                      | Švédsko                   | MS-18                     | 2  | 2 | 1 | 3  | 0  |
| 2023                      | Švédsko                   | MS-20                     | 7  | 3 | 3 | 6  | 2  |
| 2023                      | Švédsko                   | MS                        | 8  | 3 | 2 | 5  | 0  |
| Juniorská kariéra celkově | Juniorská kariéra celkově | Juniorská kariéra celkově | 14 | 6 | 6 | 12 | 2  |
| Seniorská kariéra celkově | Seniorská kariéra celkově | Seniorská kariéra celkově | 8  | 3 | 2 | 5  | 0  |